# Ceratorhiza goodyerae-repentis
Ceratorhiza goodyerae-repentis é uma espécie de fungo pertencente à família Ceratobasidiaceae.